# بیلی استک
بیلی استک (انگلیسی: Billy Stack؛ زادهٔ ۱۷ ژانویهٔ ۱۹۴۸) بازیکن فوتبال اهل بریتانیا است.
از باشگاه‌هایی که در آن بازی کرده‌است می‌توان به باشگاه فوتبال کریستال پالاس اشاره کرد.